# Farol da Ponta da Ribeirinha
O Farol da Ponta da Ribeirinha localiza-se na Ponta da Ribeirinha, Ribeirinha, Ilha do Faial, nos Açores, em Portugal.
A torre original e edifícios anexos encontram-se em ruínas em resultado do Sismo de 9 de Julho de 1998.
Actualmente, nas proximidades da torre original, está activo um farolim, instalado numa coluna metálica, branca, com 5 metros de altura.

## História

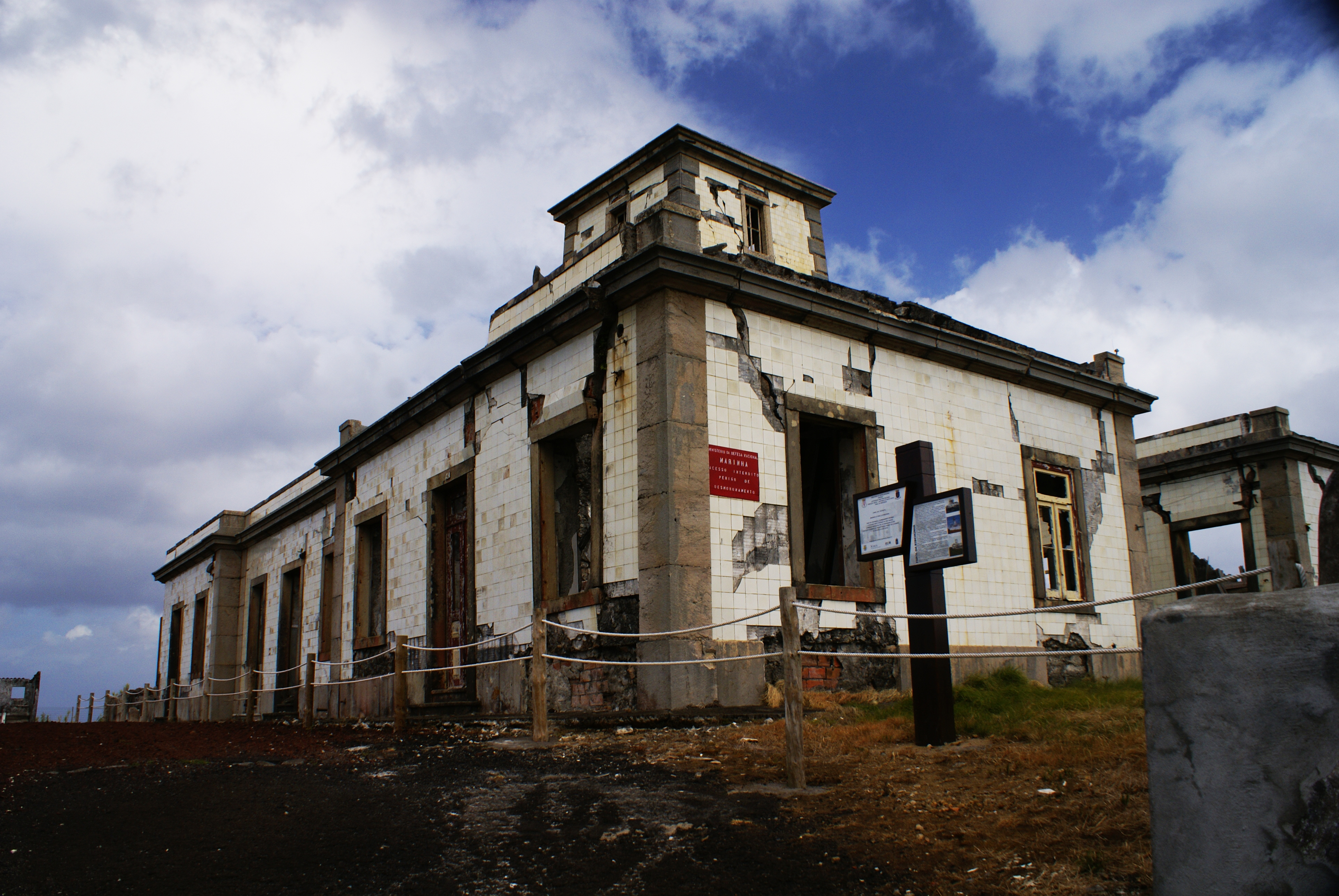
Farol da Ribeirinha, Ribeirinha, destruído pelo terramoto de 1998.

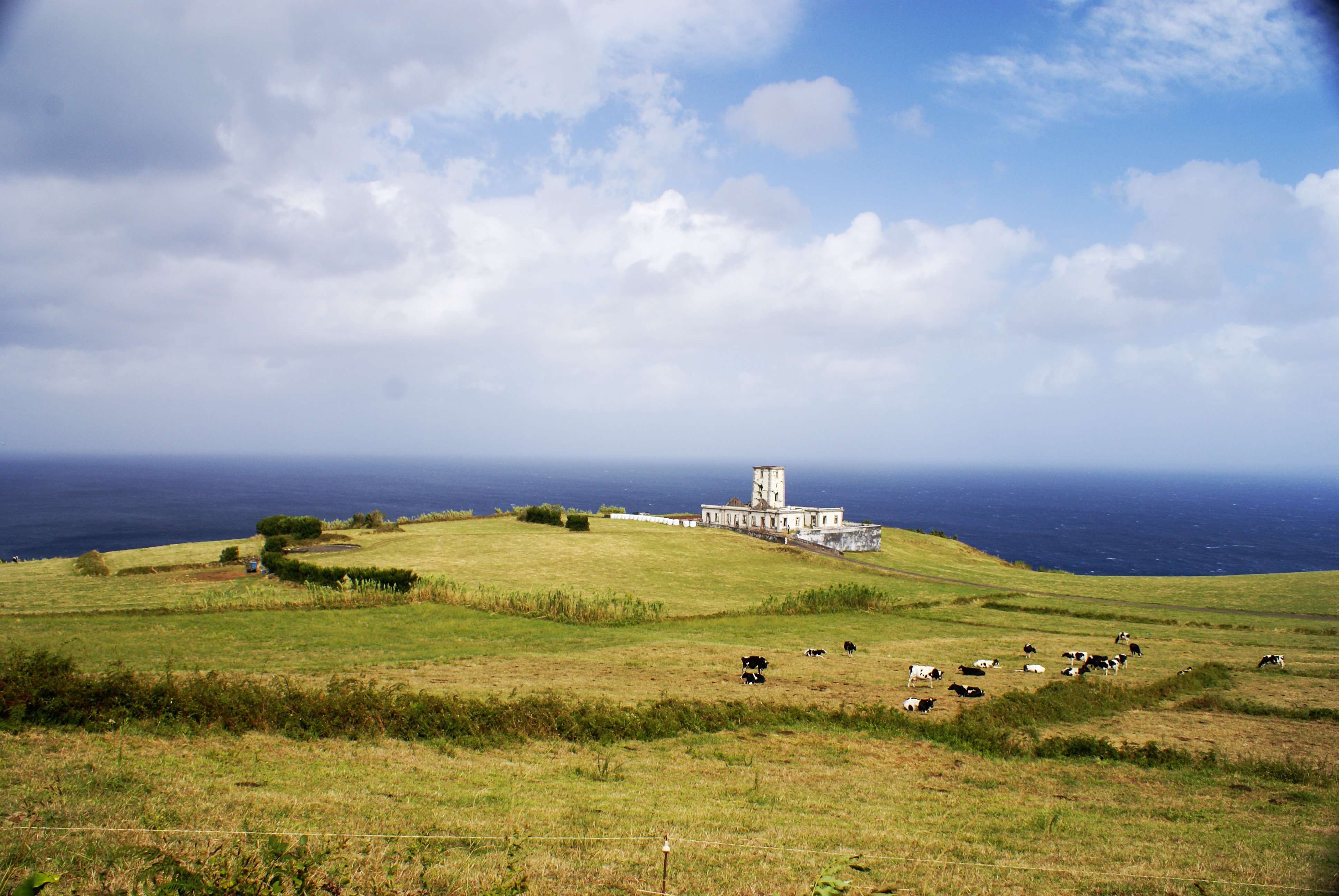
Farol da Ribeirinha, destruído pelo terramoto de 1998, vistas.

O Farol original consiste numa torre quadrangular de alvenaria forrada de azulejo branco com 14 metros de altura. Tem anexo um edifício de um pavimento, que servia para habitação dos faroleiros. Começou a ser construído em Maio de 1915, tendo sido inaugurado em 1 de Novembro de 1919. Em resultado do sismo de 1998, tanto a torre como os edifícios anexos sofreram graves danos, que levaram à sua desactivação. O sismo teve origem numa falha tectónica submarina, a cerca de 5 km da Ponta da Ribeirinha, tendo o seu epicentro a cerca de 16 Km a NNE da cidade da Horta, com magnitude 5,8 na escala de Richter e com intensidade máxima de VIII (Escala de Mercalli Modificada).
Em sua substituição, foi montada em 1999 uma lanterna ML de 300 mm numa coluna cilíndrica de ferro galvanizado com 25,4 cm de diâmetro e 5 metros de altura. Possui uma lâmpada de 12V / 50W, alimentada a energia solar, que lhe garante um alcance de 12 milhas náuticas, apresentando uma luz característica de grupos de três relâmpagos brancos, com um período de 20 segundos.
Previa-se então a demolição da torre original, o que não se veio a concretizar, graças a acção da Liga dos Amigos do Farol que em 2001 apresentou um abaixo-assinado com o objectivo preservar o património e reconstruir o farol, para que se pudesse restituir a dignidade a um marco importante da história da freguesia e da ilha. Pretende-se criar na Ribeirinha um espaço digno para expor a  lanterna e a respetiva ótica de cristal. Algumas peças mais antigas deste farol foram confiadas à Casa do Povo da Ribeirinha, onde podem ser visitadas.

### Dados cronológicos
- 1883 - O Plano Geral de Alumiamentos e Balizagem, previa já a instalação de um farol de 4ª ordem
- 1891 - De novo era defendida a instalação de um farol de 4ª ou 5ª ordem pelo conselheiro Almeida de Ávila
- 1902 - Uma comissão voltava a defender a construção do farol, desta vez de 6ª ordem
- 1915 - É encomendada à casa Barnier, Bérnard & Turenne um aparelho ótico de 2ª ordem, (700 mm de distância focal), que viria a equipar o futuro farol
- 1919 - 1 de Novembro, entrada em funcionamento da torre inicial, com fonte de luz proveniente de um bico de nível constante com um alcance de 28 milhas náuticas
- 1937 - Passou a usar o sistema de incandescência por vapor de petróleo, atingindo um alcance de 34 milhas náuticas
- 1958 - Electrificado com grupos de geradores electrogéneos, e lâmpada de 3 000 W
- 1973 - 23 de Novembro, abalos sísmicos[5] provocaram danos, posteriormente reparados; a lâmpada era então de 1 000 W com um alcance de 28 milhas náuticas
- 1998 - 9 de Julho, farol muito danificado por abalo sísmico,[6] o que causou a sua inoperabilidade[1]
- 1999 - Aviso de demolição definitiva do farol e substituição pelo novo farolim[2]
- 2001 - Abaixo-assinado da Liga dos Amigos do Farol a favor da reconstrução do Farol da Ribeirinha[7]
- 2007 - Criação da associação Amigos do Farol da Ribeirinha[8]
- 2009 - Intervenção de remoção de entulhos para garantir melhores condições de segurança[9]
- 2017 -Recentemente e na sequência de todas a diligências que foram desenvolvidos inicialmente por a Junta de Freguesia, contando com várias parcerias que resultaram numa proposta de intervenção para o farol da Ribeirinha. Liderada pela Direcção Regional da Cultura, foi apresentada uma proposta de intervenção a 19 de Maio de2017, que visa requalificar a ruína consolidando primeiro o muro, e toda a estruturas e torre instalando uma escada técnica e posteriormente um farolim automático, esta intervenção vai culminar com a construção dos módulos de museologia e elaboração de conteúdos. Os quatro módulos terão quatro temáticas;  Importância – porto da Horta, navegação e sinalização.  História pré sismo - construção e funcionamento.  Sismo de 1998 – descrição e explicitação da reconstrução.  História pós sismo – faróis na atualidade – museografia e funcionalidade.

## Outras informações
- Outras designações: Farol da Ribeirinha, Farolim da Ribeirinha